# فيشينجا غرا
فيشينجا غرا (بالإنجليزية: Višnja Gora)‏ هي مستوطنة تقع في سلوفينيا في Ivančna Gorica Municipality. يقدر عدد سكانها بـ 813 نسمة .